# Sinni
Il Sinni (anticamente chiamato Siris, Σίρις in greco) è un importante fiume della Basilicata. Costituisce il quarto fiume della regione per lunghezza (94 km) dopo il Basento (149 km), l'Agri (136 km) e il Bradano (120 km) e per ampiezza del bacino (1 292 km²), dopo il Bradano (2 765 km²), l'Agri (1 770 km²) e il Basento (1 537 km²), ma risulta il secondo fiume per ricchezza d'acqua con 15 m³/s dopo l'Agri con 20 m³/s.

## Corso
Nasce a quota 1 380 metri dalla cima Serra Giumenta, sul versante orientale del massiccio del Sirino in territorio di Lauria.
Percorre da ovest a est l'estremo settore meridionale della Basilicata, ricevendo l'apporto di svariati affluenti: da sinistra il Cogliandrino, da destra il torrente Peschiera-Frido e il Rubbio. Giunto nei pressi di Senise il fiume riceve da sinistra le acque del Serrapotamo, il cui corso è sbarrato dalla diga di Monte Cotugno, uno dei maggiori invasi artificiali in Italia e il più grande in Europa tra quelli in terra battuta, costruito tra il 1970 e il 1982 e in grado di soddisfare, con una capacità di 530 milioni di m³, buona parte delle esigenze idriche di Puglia e Basilicata.

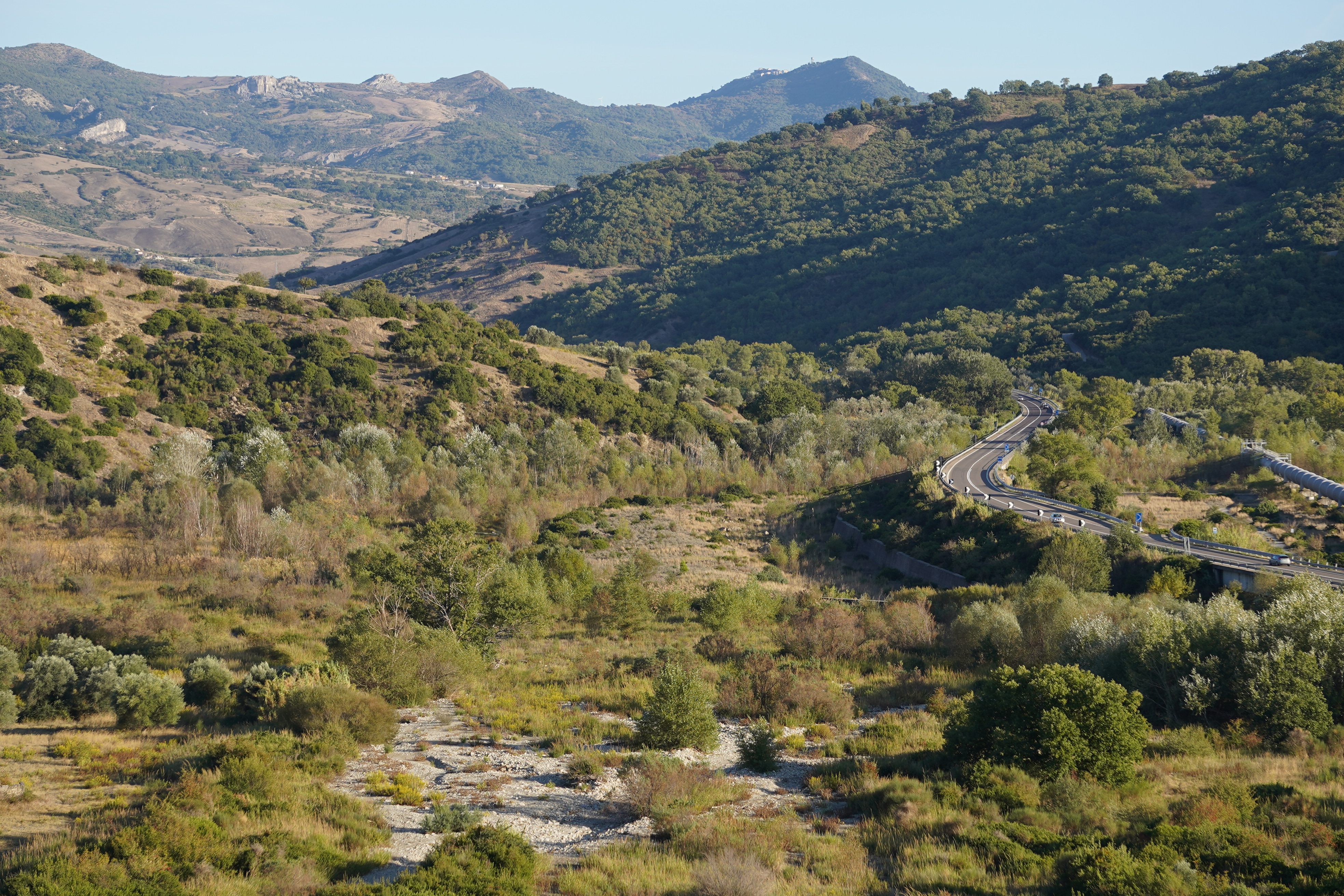
La valle del Sinni prima della confluenza con il Sarmento

Più a valle, il fiume riprende a scorrere con portata regolare, confluendo nel territorio di Valsinni con il Sarmento, la cui portata media è pari a un decimo di quella dello stesso Sinni (circa 1,5 m³/s).
Da questo punto in poi il suo alveo si dilata sensibilmente, raggiungendo anche il chilometro di ampiezza laddove, curvandosi in un aspro meandro, si avvia in direzione del mar Ionio, in cui va a sfociare dopo aver tagliato la Piana di Metaponto nel tratto tra Rotondella e Policoro.

## Regime
Il regime fluviale del Sinni è orientativamente torrentizio, con piene turbinose nella stagione piovosa (testimoniate dall'alveo largo e ciottoloso, caratteristico delle "fiumare") e notevoli magre in estate. Tuttavia, al pari del vicino Agri, può beneficiare di una quantità di sorgenti e affluenti nel suo alto bacino tale che le sue acque continuino a scorrere, sebbene a portata ridotta, anche nei mesi estivi – assumendo di fatto carattere perenne.

## Fauna
Tra le specie ittiche che popolano il torrente e il suo bacino figurano il cavedano, il barbo comune, la trota fario, la cagnetta, il persico reale, il cobite, la rovella, oltre all'alborella appenninica, una specie endemica dell'Italia meridionale. È stata anche segnalata la presenza di persico trota, carpe, tinche, carassi, anguille e pesci gatto.
Nel 2017 l'Arpa regionale ha riscontrato la presenza del granchio d'acqua dolce e del cefalo calamita, autoctoni, oltreché il rutilo e la pseudorasbora, alloctoni.